# Eisenbahntor
Eisenbahntore wurden vor allem im 19. Jahrhundert errichtet, um der Eisenbahn die Einfahrt in Festungen oder mit Stadtmauern befestigte Städte zu ermöglichen und trotzdem die Schutzfunktion der Mauern weiterhin zu erhalten. Im Laufe der Industrialisierung und der damit einhergehenden Vergrößerung der Städte wurden die meisten Stadtmauern geschleift und somit auch die Eisenbahntore abgebrochen. Heute bestehen noch Eisenbahntore im Bereich von Werkeisenbahnen, Fabrikarealen und militärischen Einrichtungen. Die Vatikanische Staatsbahn hält ihr zwischen 1929 und 1933 erbautes Eisenbahntor in der Stadtmauer des Vatikanstaats in Betrieb.
Historisch wichtige Eisenbahntore waren zum Beispiel:
- das Lübecker Eisenbahntor, erbaut 1850
- das Basler Eisenbahntor, erbaut 1845[2]
- am Eisenbahndamm in Lindau, 1853 auf Drängen des bayerischen Generalstabes
- das Eisenbahntor in Berlin an der heutigen Warschauer Brücke
- mehrere Tore in der Festung Magdeburg, beispielsweise das Alte Leipziger Tor und das Tor an der Lukasklause

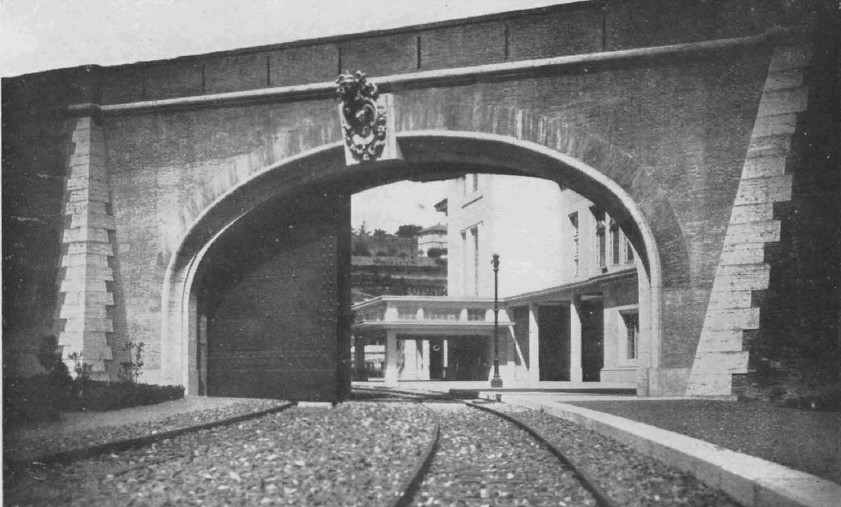
Eisenbahntor der Vatikanstadt: Blick von außen nach innen; rechts: Bahnhof der Vatikanstadt
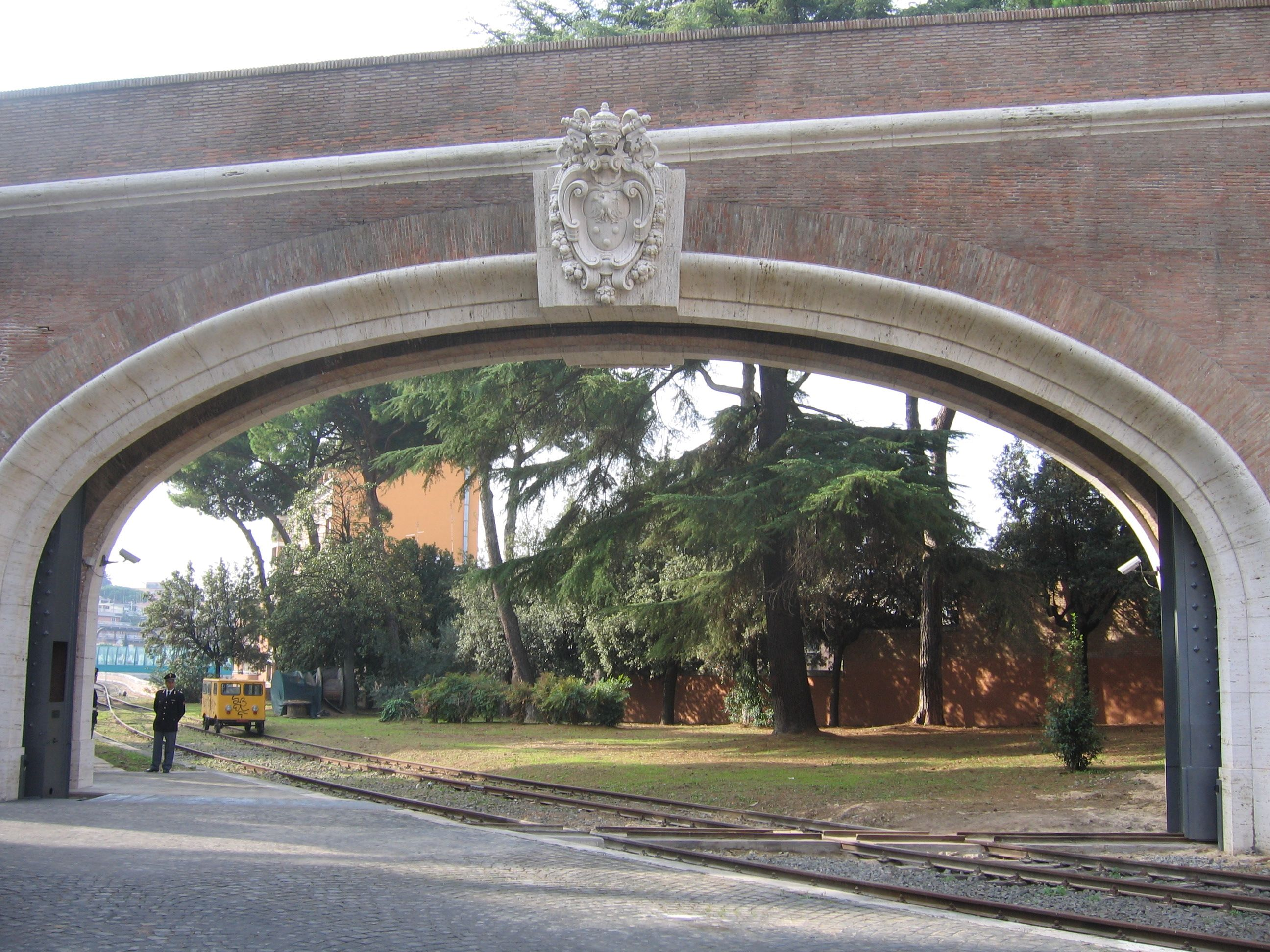
Eisenbahntor der Vatikanstadt: Blick von innen nach außen
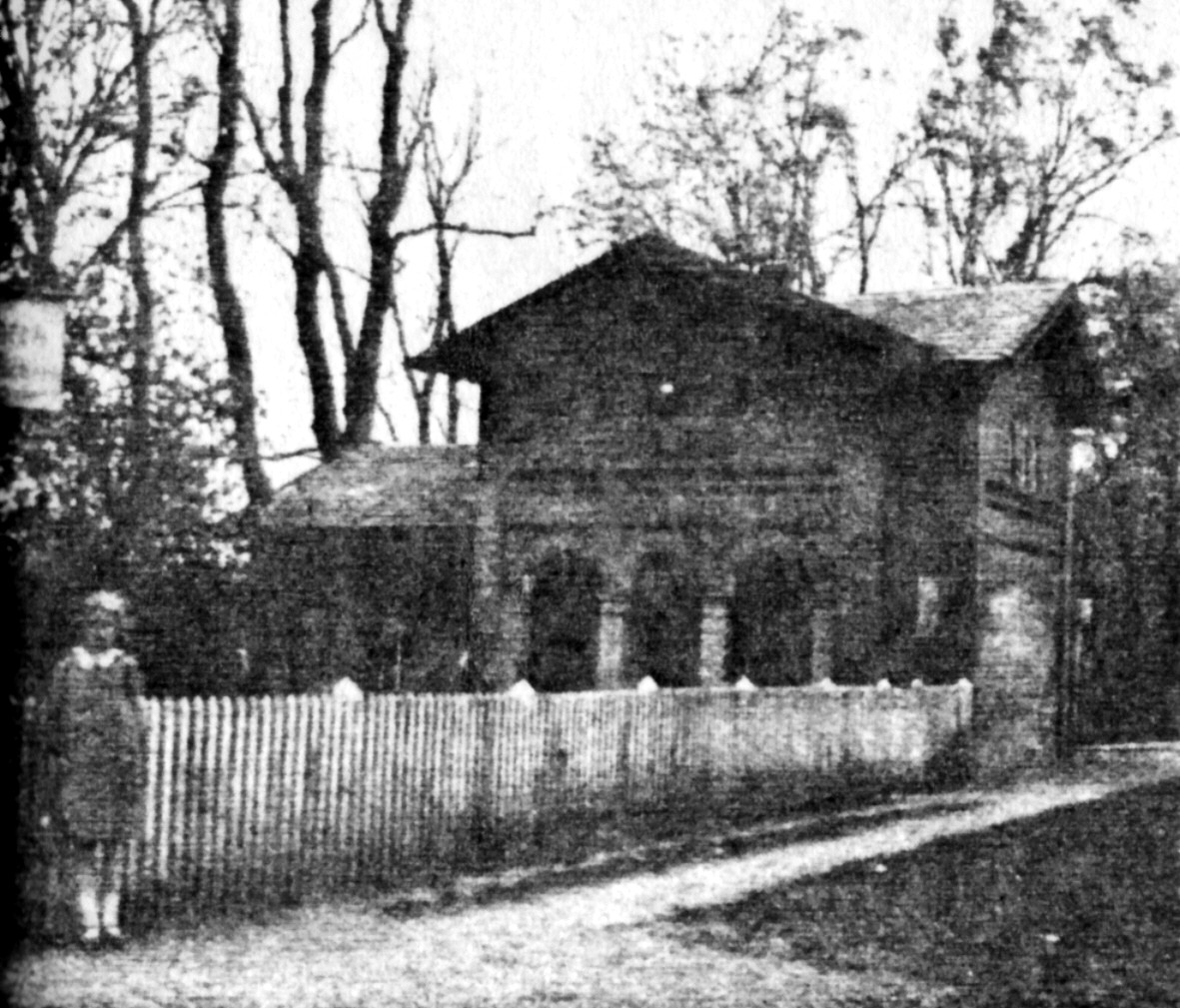
Wachhaus des ehemaligen Eisenbahntors in Lübeck